# FINEMET

Ứng dụng của vật liệu từ mềm FINEMET trong kỹ thuật (Quảng cáo của công ty Hitachi)

FINEMET® là tên một loại vật liệu từ mềm thương phẩm có cấu trúc nanô dựa trên nền hợp kim của sắt có công thức là Fe73,5Si13,5B9Nb3Cu1 (tỉ lệ phần trăm nguyên tử). Finemet là một trong những vật liệu từ mềm tốt nhất. Hiện nay, Finemet là thương phẩm từ mềm được giữ bản quyền bởi Hitachi Metals (Nhật Bản)  và Metglas (Mỹ) . Tên FINEMET là từ ghép của Fine metal, do trong cấu trúc của FINEMET có chứa các hạt kim loại siêu mịn ở kích thước nano.

## Cấu trúc và tính chất của FINEMET
FINEMET lần đầu tiên được chế tạo và công bố bởi nhóm nghiên cứu của Y. Yoshizawa, S. Oguma, K. Yamauchi (Phòng thí nghiệm Nghiên cứu các vật liệu từ và điện tử, Hitachi Metals, Nhật Bản) vào năm 1988 . Theo bài báo này, Finemet được rút ra từ hệ vật liệu nền sắt có công thức chung là Fe74,5-xSi13,5B9Nb3Cux với x thay đổi từ 0 đến 1,5% tỉ phần nguyên tử, và thành phần cho tính chất tốt nhất với x = 1,0 được phát triển mạnh trở thành thương phẩm và gọi tên là FINEMET®. Và FINEMET đã trở thành một vật liệu với tính từ mềm tuyệt vời với nhiều đặc tính lý thú cả về mặt công nghệ cũng như ứng dụng .

Ảnh TEM chụp cấu trúc hạt của FINEMET a) ảnh trường sáng, b) ảnh trường tối.

### Tính chất của FINEMET®
Khi mới chế tạo, FINEMET ở dạng các băng kim loại mỏng, độ dày từ 10 micromet đến vài chục micromet. FINEMET® là vật liệu từ mềm có tính chất từ mềm hoàn hảo, và được xếp vào nhóm các vật liệu từ siêu mềm và khắc phục được những nhược điểm của các vật liệu từ mềm truyền thống:
- Độ từ thẩm cực cao

Độ từ thẩm (tương đối) của FINEMET có thể đạt tới vài trăm ngàn lần (tốt nhất) trong số các vật liệu từ mềm có độ từ thẩm cao.
- Lực kháng từ rất nhỏ

Lực kháng từ của FINEMET rất nhỏ, có thể tới mức dưới 1 A/m (tức là xấp xỉ 0,01 Oe), ngang với mức vật liệu có lực kháng từ nhỏ nhất là Permalloy.
- Cảm ứng từ bão hòa cao và khả năng hoạt động ở tần số cao

Khác với vật liệu siêu mềm permalloy bên cạnh các giá trị độ từ thẩm cao, lực kháng từ cực nhỏ nhưng cảm ứng từ lại rất thấp (dưới 1 T) thì FINEMET lại có cảm ứng từ bão hòa rất lớn từ 1,2 T đến 1,5 T. Không như các loại vật liệu từ mềm nền kim loại khác là không thể làm việc trong từ trường xoay chiều có tần số cao do điện trở suất rất bé (kim loại) thì FINEMET lại có điện trở suất lớn (do được phát triển từ cấu trúc vô định hình) nên có khả năng làm việc trong từ trường xoay chiều có tần số cao (từ cỡ kHz đến MHz) và tổn hao trễ cũng như tổn hao xoáy cực nhỏ. Đặc trưng tần số có FINEMET có thể coi tương đương với vật liệu gốm ferrite chuyên dùng cho cao tần (nhưng phẩm chất của ferrite không tốt).
- Hình dạng đường trễ rất dễ thay đổi và đặc tính cơ học tốt

Đường cong từ trễ của FINEMET có thể dễ dàng thay đổi nhờ việc ủ trong từ trường. Ngoài ra, FINEMET có khả năng chống ăn mòn (mài mòn cơ học và hóa học) cao, đồng thời rất dẻo dai. Trong công nghiệp, FINMET được chế tạo ở dạng các băng kim mỏng rất dẻo, được cuộn thành từng cuộn có thể dài tới vài chục m và rộng từ vài chục cm đến 1 m.
- Hiệu ứng từ tổng trở khổng lồ

Gần đây, người ta còn thu được hiệu ứng từ tổng trở khổng lồ (sự thay đổi của tổng trở hoặc độ từ thẩm ngang) trên các băng từ Finemet đạt tới vài trăm % . Tính chất này rất hữu hiệu trong việc tạo ra các sensor đo từ trường siêu nhạy .

### Cấu trúc và cơ chế tạo tính từ mềm
FINMET là hợp kim có cấu trúc nanomet với các hạt sắt từ mềm bbc-Fe(Si) (hạt Fe(Si) có cấu trúc lập phương tâm khối) với tỉ phần khoảng 80% thể tích, và 20% còn lại là nền các ma trận vô định hình bao quanh. Tính chất của hợp kim được tạo ra từ do sự tổ hợp tính chất của hai pha tinh thể và vô định hình. Herzer là người đã lý giải thành công cơ chế về tính chất từ mềm trong các hợp kim này :
- Dị hướng từ hiệu dụng

Trong hệ các hạt sắt từ siêu mịn, dị hướng từ tinh thể không còn mang giá trị như trong vật liệu khối mà bị hiệu dụng hóa, tỉ lệ với lũy thừa bậc 6 của kích thước hạt:
{\displaystyle <K>=K_{1}\left({\frac {D}{L_{ex}}}\right)^{6}}
và khi đó, lực kháng từ sẽ tỉ lệ thuận với bậc 6 của kích thước hạt:
{\displaystyle H_{c}=p_{c}\times {\frac {K_{1}^{4}\times D^{6}}{M_{s}\times A^{3}}}}
Với:
K1 là hệ số từ tinh thể bậc 1 của vật liệu khối, D là kích thước hạt, Lex là độ dài tương tác trao đổi. Tương tự, hệ số từ thẩm thì tỉ lệ nghịch với bậc 6 kích thước hạt. Vì thế, với các hạt mịn 10-20 nm, lực kháng từ trở nên rất nhỏ còn từ thẩm thì trở thành rất lớn.
{\displaystyle \mu _{i}=p_{\mu }.{\frac {M_{s}^{2}.A^{3}}{\mu _{0}K_{1}^{4}.D^{6}}}}
- Từ giảo bằng 0

Từ giảo của FINEMET được tạo ra nhờ tổ hợp từ giảo của hai pha: các hạt nano tinh thể bbc-Fe(Si) với từ giảo bão hòa âm và pha vô định hình với từ giảo bão hòa dương. Ở tỉ phần hợp lý của pha nano tinh thể (theo tính toán thì từ 78-82%) sẽ bù trừ từ giảo, tạo ra từ giảo hoàn toàn bằng 0.

## Kỹ thuật chế tạo và các cải tiến từ FINEMET

### Kỹ thuật chế tạo
Phương pháp thông dụng nhất để chế tạo FINEMET là kỹ thuật nguội nhanh. Công nghệ nguội nhanh được sử dụng để tạo ra các băng hợp kim vô định hình mỏng. Cấu trúc nano được tạo ra nhờ việc ủ nhiệt thích hợp trong môi trường chân không hoặc môi trường có sử dụng các khí trơ để bảo vệ hợp kim khỏi bị oxy hóa. Quá trình ủ (thường sử dụng nhiệt độ từ 500oC đến 600oC với thời gian có thể kéo dài từ 30 phút đến 1 giờ) giúp cho việc tái kết tinh hợp kim vô định hình để tạo ra các hạt nano có cấu trúc tinh thể. Quá trình ủ có thể dẫn đến việc hợp kim bị già hóa và độ dẻo dai bị suy giảm. Ngoài ra, người ta có thể tạo trực tiếp cấu trúc nano ngay từ quá trình nguội nhanh bằng cách giảm tốc độ làm nguội và tạo ra quá trình kết tinh khi làm nguội. Tuy nhiên, kỹ thuật này thường khó điều khiển và giảm đi độ đồng nhất của cấu trúc.

### Cải tiến từ FINEMET
FINEMET là hợp kim từ mềm đầu tiên sử dụng cấu trúc nano trên nền vô định hình và nhanh chóng được thương mại hóa nhờ những phẩm chất tuyệt vời. Từ sự xuất hiện của FINEMET, người ta đã cải tiến thành phần để tạo ra nhiều loại hợp kim từ mềm có cấu trúc nano với nhiều tính chất đặc biệt hơn:
- NANOPERM

Là hợp kim với các thành phần Fe-M-B với thành phần Fe có thể lên tới 64% nguyên tử, M có thể là Zr-Cu, Hf-Cu..., lần đầu tiên xuất hiện vào năm 1998 theo công bố của nhóm A. Makino (Nhật Bản) . NANOPERM có cảm ứng từ đặc biệt cao (vượt trên 1,5 T), có độ từ thẩm rất lớn (từ PERM trong cái tên NANOPERM liên quan đến độ từ thẩm cao - PERMEABILITY) và có độ bền cơ học cao hơn FINEMET.
- HITPERM

Là hợp kim tương tự như NANOPERM, nhưng sử dụng một nửa là Co thay thế cho Fe nhờ đó nâng cao được nhiệt độ Curie lên rất lớn. Cái tên HITPERM có nghĩa là hợp kim có nhiệt độ Curie cao (trên 1000oC). Thành phần thương mại ban đầu của HITPERM là (Fe,Co)88Zr7B4Cu1, lần đầu tiên được tạo ra bởi nhóm nghiên cứu của M. A. Willard (Carnegie Mellon University, Hoa Kỳ). HITPERM có cấu tạo bởi các hạt nano của pha α-FeCo, nên có nhiệt độ Curie rất cao và cảm ứng từ bão hòa đặc biệt lớn (vượt trên 2 T) nên được sử dụng trong lõi dẫn từ của các động cơ phản lực - nơi đòi hỏi nhiệt độ làm việc rất cao.